# See You
See You – singel grupy Depeche Mode promujący album A Broken Frame. Jest to także pierwszy singel grupy nagrany po odejściu Vince’a Clarke'a

## Wydany w krajach
- Australia (7")
- Belgia (CD)
- Brazylia (CD)
- Francja (7", 12", CD)
- Grecja (7")
- Hiszpania (7", 12")
- Japonia (7")
- Kanada (12")
- Niemcy (7", 12", CD)
- Portugalia (7")
- Szwecja (7")
- Unia Europejska (CD)
- USA (12", CD)
- Wielka Brytania (7", 12", CD)
- Włochy (7")

## Informacje
- Czas nagrywania grudzień 1981
- Nagrano w Blackwing Studios, Londyn (Wielka Brytania)
- Produkcja Daniel Miller i Depeche Mode
- Teksty i muzyka Martin Lee Gore
- Inżynierowie dźwięku Eric Radcliffe i John Fryer

## WydaniaMute
- 7 MUTE 018 wydany 29 stycznia 1982
  1. See You - 3:52
  2. Now This Is Fun - 3:23

- 12 MUTE 018 wydany 29 stycznia 1982
  1. See You (Extended Version) – 4:50
  2. Now This Is Fun (Extended Version) – 4:41

- CD MUTE 18 wydany 1991
  1. See You (Extended Version) – 4:51
  2. Now This Is Fun - 3:25
  3. Now This Is Fun (Extended Version) – 4:42